# 2009 în cinematografie
- 2008 în cinematografie — 2009 în cinematografie — 2010 în cinematografie

## Evenimente
- 14 februarie: Filmul Cea mai fericită fată din lume în regia lui Radu Jude a primit la Berlinală Premiul C.I.C.A.E., oferit de Confédération Internationale des Cinemas d’Art et d’Essai.
- 22 februarie: Filmul Pescuit sportiv în regia lui Adrian Sitaru a primit premiul pentru cel mai bun scenariu la Festivalul Internațional al Filmului de Dragoste de la Mons.

## Filmele cu cele mai mari încasări
| #   | Titlu                                  | Studio                   | Încasări mondiale |
| --- | -------------------------------------- | ------------------------ | ----------------- |
| 1.  | Avatar                                 | Fox                      | $2.749.064.328    |
| 2.  | Harry Potter and the Half-Blood Prince | Warner Bros.             | $934,416,487      |
| 3.  | Ice Age: Dawn of the Dinosaurs         | Fox / Blue Sky           | $886,786,817      |
| 4.  | Transformers: Revenge of the Fallen    | Paramount / DreamWorks   | $836,303,693      |
| 5.  | 2012                                   | Columbia                 | $769,304,749      |
| 6.  | Up                                     | Disney / Pixar           | $731,342,744      |
| 7.  | The Twilight Saga: New Moon            | Summit                   | $709,827,462      |
| 8.  | Sherlock Holmes                        | Warner Bros.             | $524,028,679      |
| 9.  | Angels & Demons                        | Columbia / Imagine       | $485,930,816      |
| 10. | The Hangover                           | Warner Bros. / Legendary | $467,483,912      |

## Premiere românești
| Dată premieră | Film                           | Regizor                                                                                | Distribuție                                                 |
| ------------- | ------------------------------ | -------------------------------------------------------------------------------------- | ----------------------------------------------------------- |
| 23 ianuarie   | Întâlniri încrucișate          | Anca Damian                                                                            | Andi Vasluianu, Mimi Brănescu                               |
| 13 februarie  | Pescuit sportiv                | Adrian Sitaru                                                                          | Maria Dinulescu, Ioana Flora, Adrian Tițieni                |
| 20 martie     | Weekend cu mama                | Stere Gulea                                                                            | Adela Popescu, Gheorghe Dinică, Răzvan Vasilescu            |
| 24 aprilie    | Călătoria lui Gruber           | Radu Gabrea                                                                            | Marcel Iureș, Florin Piersic Jr.                            |
| 8 mai         | Carol I                        | Sergiu Nicolaescu                                                                      | Sergiu Nicolaescu, Marina Procopie, Andreea Măcelaru Șofron |
| 28 mai        | Cea mai fericită fată din lume | Radu Jude                                                                              | Andreea Boșneag, Șerban Pavlu, Vasile Muraru                |
| 3 iulie       | Polițist, adjectiv             | Corneliu Porumboiu                                                                     | Dragoș Bucur, Vlad Ivanov, Ioan Stoica                      |
| 4 septembrie  | Călătoria lui Gruber           | Radu Gabrea                                                                            | Florin Piersic Jr., Marcel Iureș                            |
| 25 septembrie | Amintiri din Epoca de Aur 1    | Hanno Höfer, Cristian Mungiu, Ioana Uricaru, Răzvan Mărculescu, Constantin Popescu Jr. | Călin Chirilă, Teodor Corban                                |
| 2 octombrie   | Francesca                      | Bobby Păunescu                                                                         | Monica Bârlădeanu, Dorian Boguță                            |
| 16 octombrie  | Cele ce plutesc                | Mircea Danieliuc                                                                       | Olimpia Melinte, Valentin Popescu, Nicodim Ungureanu        |
| 23 octombrie  | Amintiri din Epoca de Aur 2    | Hanno Höfer, Cristian Mungiu, Ioana Uricaru, Răzvan Mărculescu, Constantin Popescu Jr. | Diana Cavallioti, Radu Iacoban                              |
| 20 noiembrie  | Concertul                      | Radu Mihăileanu                                                                        | Vlad Ivanov, Valentin Teodosiu                              |
| 11 decembrie  | Cealaltă Irina                 | Andrei Gruzniczki                                                                      | Andi Vasluianu, Dragoș Bucur, Vlad Ivanov, Oana Ioachim     |

## Premii

### Oscar
- Cel mai bun film: Slumdog Millionaire
- Cel mai bun actor: Sean Penn
- Cea mai bună actriță: Kate Winslet
- Cel mai bun film străin: Departures

Articol detaliat: Oscar 2009

### César
- Cel mai bun film: Séraphine
- Cel mai bun actor: Vincent Cassel
- Cea mai bună actriță: Yolande Moreau
- Cel mai bun film străin: Valse avec Bachir

Articol detaliat: César 2009

### Globul de Aur
- Dramă
- Cel mai bun film: Slumdog Millionaire
- Cel mai bun actor: Mickey Rourke
- Cea mai bună actriță: Kate Winslet
- Muzical sau comedie
- Cel mai bun film: Vicky Cristina Barcelona
- Cel mai bun actor: Colin Farrell
- Cea mai bună actriță: Sally Hawkins

### BAFTA
- Cel mai bun film: Slumdog Millionaire
- Cel mai bun actor: Mickey Rourke
- Cea mai bună actriță: Kate Winslet
- Cel mai bun film străin: I've Loved You So Long

### Gopo
- Cel mai bun film: Restul e tăcere
- Cel mai bun actor: Dragoș Bucur
- Cea mai bună actriță: Anamaria Marinca
- Cel mai bun regizor: Radu Muntean

Articol detaliat: Gopo 2009